# Hedwigenkoog
Hedwigenkoog é um município da Alemanha localizado no distrito de Dithmarschen, estado da Schleswig-Holstein. Pertence ao Amt de Büsum-Wesselburen.